# Murlo
Murlo es una localidad italiana de la provincia de Siena, región de Toscana, con 2.304 habitantes.

Ubicación de la ciudad de Murlo dentro de la provincia de Siena.

## Evolución demográfica
| Gráfica de evolución demográfica de Murlo entre 1861 y 2001 |
|                                                             |
| Fuente ISTAT - Elaboración gráfica por parte de Wikipedia   |